# Boat-people
 (juin 2025).
La mise en forme du texte ne suit pas les recommandations de Wikipédia : il faut le « wikifier ».
Les points d'amélioration suivants sont les cas les plus fréquents. Le détail des points à revoir est peut-être précisé sur la page de discussion.
- Les titres sont pré-formatés par le logiciel. Ils ne sont ni en capitales, ni en gras.
- Le texte ne doit pas être écrit en capitales (les noms de famille non plus), ni en gras, ni en italique, ni en « petit »…
- Le gras n'est utilisé que pour surligner le titre de l'article dans l'introduction, une seule fois.
- L'italique est rarement utilisé : mots en langue étrangère, titres d'œuvres, noms de bateaux, etc.
- Les citations ne sont pas en italique mais en corps de texte normal. Elles sont entourées par des guillemets français : « et ».
- Les listes à puces sont à éviter, des paragraphes rédigés étant largement préférés. Les tableaux sont à réserver à la présentation de données structurées (résultats, etc.).
- Les appels de note de bas de page (petits chiffres en exposant, introduits par l'outil «  Source ») sont à placer entre la fin de phrase et le point final[comme ça].
- Les liens internes (vers d'autres articles de Wikipédia) sont à choisir avec parcimonie. Créez des liens vers des articles approfondissant le sujet. Les termes génériques sans rapport avec le sujet sont à éviter, ainsi que les répétitions de liens vers un même terme.
- Les liens externes sont à placer uniquement dans une section « Liens externes », à la fin de l'article. Ces liens sont à choisir avec parcimonie suivant les règles définies. Si un lien sert de source à l'article, son insertion dans le texte est à faire par les notes de bas de page.
- La présentation des références doit suivre les conventions bibliographiques. Il est recommandé d'utiliser les modèles {{Ouvrage}}, {{Chapitre}}, {{Article}}, {{Lien web}} et/ou {{Bibliographie}}. Le mode d'édition visuel peut mettre en forme automatiquement les références.
- Insérer une infobox (cadre d'informations à droite) n'est pas obligatoire pour parachever la mise en page.

Pour une aide détaillée, merci de consulter Aide:Wikification.
Si vous pensez que ces points ont été résolus, vous pouvez retirer ce bandeau et améliorer la mise en forme d'un autre article.

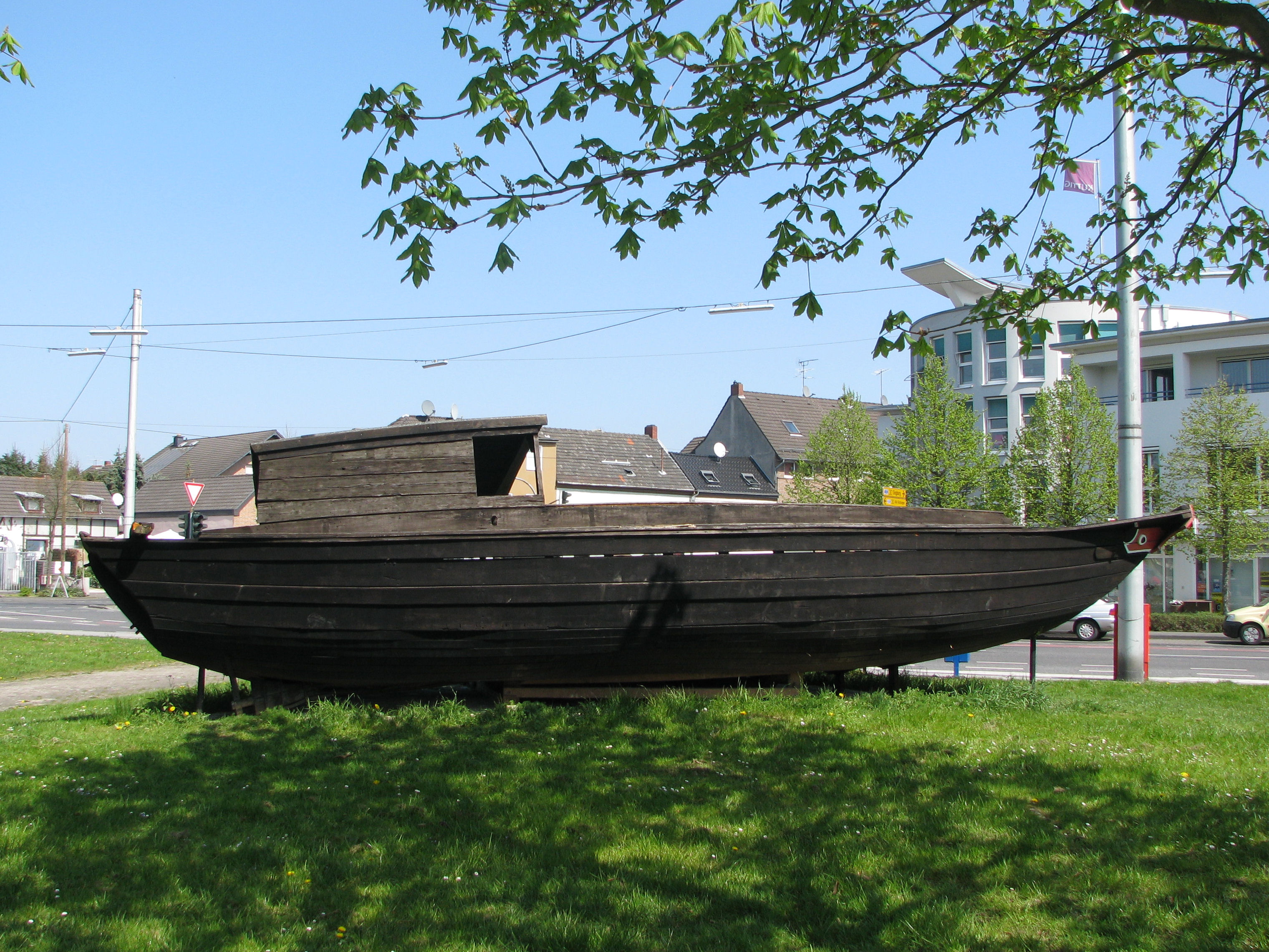
Bateau vietnamien de boat-people dont les passagers ont été recueillis fin avril 1984 au sud de la mer de Chine par le cargo Cap Anamur, spécialement affrété par Rupert Neudeck, dans le cadre de l'opération « Un bateau pour le Viêt Nam » ; celui-ci contenait 52 personnes quand il a été secouru. Il est exposé actuellement comme monument à la mémoire des boat-people à Troisdorf en Allemagne.

Le terme boat-people ou boat people (composé par juxtaposition des mots anglais signifiant « bateau » et « gens ») désigne trois vagues d'émigration successives de la péninsule indochinoise de la mer de Chine entre 1975 et 1990 : après la chute de Saïgon et l'invasion du Sud Viêt Nam par le Nord Viêt Nam communiste, « une première vague était partie du Vietnam en 1975, suivie d'une deuxième vague, beaucoup plus massive, à la fin des années 1970, avant une troisième vague, plus modeste, vers la fin des années 1980 ».
Elles ont été provoquées par des conflits armés, le plus grave étant la guerre entre le Cambodge et le Viêt Nam, qui voit le second envahir le premier de décembre 1978 à janvier 1979, après une série d'accrochages aux frontières, pouvant impliquer des formations de la taille d'une division, lancée dès mai 1975 par une attaque des Khmers Rouges contre le Viêt Nam à l'île de Phú Quốc car ils craignaient un expansionnisme vietnamien.
Cette migration a lieu à bord d'embarcations souvent inadaptées, sélectionnées en fonction de leur disponibilité. Souvent en surcharge et en mauvais état, ces nefs provoquent de très nombreuses tragédies, dont les victimes périssent par noyade, maladie, famine et froid mais aussi à cause des attaques de pirates.
Des ressortissants du Viêt Nam, du Laos et du Cambodge ont choisi de quitter ces dictatures communistes sur fond d'idéologie politique omniprésente, d'absence de liberté d'opinion, d'économie dirigée mais aussi de conflits et exactions militaires.
Ultérieurement, le terme sera aussi utilisé dans la presse francophone au sens figuré pour désigner les vagues de migrants en provenance d'Afrique du Nord et d'Orient traversant la mer Méditerranée à destination de l'Europe.

## Lesboat peoplede la Péninsule indochinoise

### Contexte historique
La décolonisation de l'Indochine française, souhaitée par la majorité de l'opinion française, mais combattue par la haute hiérarchie militaire, prend la forme de la guerre d'Indochine (1947-1954), qui entraîne la création de deux nouveaux pays, Cambodge et Laos, et la partition du Viêt Nam.
Cet éclatement improvisé lors des accords de Genève génère quelques années après la guerre du Vietnam, qui s'aggrave dans la seconde moitié des années 1960, perdue par l'armée américaine en 1975 face à la guérilla communiste (Front national de libération du Sud Viêt Nam). En 1969, l'armée américaine avait pris aussi le contrôle du Cambodge et doit aussi l'évacuer en 1975. Les Khmers rouges le transforment en un État totalitaire, le Kampuchéa démocratique, tandis que le sud-Vietnam intègre la république démocratique du Vietnam.
Cette nouvelle situation est suivie de la guerre sino-vietnamienne à partir de 1978, le Viêt Nam finissant par envahir au début 1979 le Cambodge, où les Khmers rouges ont perpétré un génocide. Cette arrivée met fin au régime régime génocidaire cambodgien mais déclenche une contre-attaque de la Chine maoïste au Viêt Nam, qui échoue à restituer le Cambodge à ses alliés Khmers rouges, mais aggrave l'insécurité dans toute la région.

### Historique

#### Première vague en 1975: crise des réfugiés d'Indochine
À l'effondrement de la république du Viêt Nam en avril 1975, une première vague quitte précipitamment le pays avec les Américains, fuyant devant le régime communiste. Ceux de 1975, avant ou après le 30 avril, ne sont pas encore très nombreux ; ils ressortent de catégories malheureusement cohérentes avec cette fin de guerre, à forte tonalité révolutionnaire :
Parmi eux, des officiers et leurs familles, quand elles n'avaient pas évacuées plus tôt, mais aussi plusieurs milliers d’hommes du dispositif militaire déployé par les Américains ou encore quelques riches familles pour qui la fuite est moins compliquée. En 1975, « il n'y a pas de tradition maritime chez les populations vietnamiennes. Embarquer sur des petites embarcations de fortune ne faisait pas partie d'une logique pour ces populations très terriennes, très rurales et ancrées sur leurs terres », rappelle l'historien Benoît de Tréglodé. Mais elles y sont obligées car plusieurs millions de mines antipersonnelles sont placées sur les 700 kilomètres de frontière.
Après la réunification du Viêt Nam en 1976, des réseaux clandestins d'émigration se mettent en place. L’accroissement du nombre de réfugiés est vite spectaculaire : 11 306 en 1976, 24 662 fin avril 1977, soit deux ans après la chute du régime puis 45 437 fin 1977, dont 34 % de boat people. Le Laos est aussi concerné, 23 000 réfugiés franchissent en 1977 la frontière du Mékong en direction de la Thaïlande. La gauche française se désolidarise en deux temps du Kampuchéa démocratique, les socialistes en 1976, les communistes en 1977.

#### Seconde vague en 1979: guerre entre le Cambodge et le Viêt Nam
La crise humanitaire culmine en 1979, comme la crise politico-militaire, sommet d'un conflit armé triangulaire « dans lequel s’entrechoquent Cambodge, Vietnam et Chine ». À partir de 1978, le Viêt Nam communiste soutenu par l'Union soviétique envahit le Kampuchéa démocratique en vue de chasser les Khmers Rouges, soutenus par la Chine. La Chine riposte à partir de 1979 en attaquant à son tour le Viêt Nam. C'est la guerre entre le Cambodge et le Viêt Nam, qui voit le second envahir le premier de décembre 1978 à janvier 1979, après une série d'accrochages aux frontières, pouvant impliquer des formations de la taille d'une division, lancée dès mai 1975 par une attaque des Khmers Rouges contre le Viêt Nam à l'île de Phú Quốc.
Ces tensions et surtout les affrontements armés consécutifs inquiètent les populations du sud du pays, notamment celles ayant évolué dans un contexte pro-occidental, parmi lesquelles la minorité ethnique sino-vietnamienne, exerçant principalement des activités commerciales, d'autant que les khmers rouges ont « vidé les villes et institué une sorte de communisme agrarien qui va se révéler tragiquement coûteux en vies humaines ».
Le nombre de réfugiés atteint 118 492 en 1978, dont 75 % de « boat people », puis enregistre un presque triplement l'année suivante, à 393 562 en 1979 dont 52 % par la mer, avant de redescendre à 168 151 en 1980, dont 45 % par bateaux.
François Ponchaud, qui a quitté le Cambodge le 6 mai 1975 après la victoire des communistes, recueille des témoignages alarmants de réfugiés cambodgiens, dans deux articles parus dans Le Monde en février 1976, mais les télévisions découvrent réellement les boat-people avec le cargo Hai Hong, qui a fait la une des journaux le 10 novembre 1978. Onze jours après, des dizaines d'artistes et intellectuels français lancent un appel dans Le Monde pour « Un bateau pour le Vietnam »,, afin d'apporter une aide médicale aux réfugiés. Parmi eux, Jean-Paul Sartre, Raymond Aron, Brigitte Bardot, Simone de Beauvoir, Vladimir Boukovski, Irwing Brown, Maurice Clavel, ou encore Pierre Daix. Sept mois plus tard, le président français Valéry Giscard d'Estaing recevra deux philosophes, Jean-Paul Sartre et Raymond Aron, à l'Élysée pour parler des boat-people.
Au fil de ces tensions idéologiques mais fratricides, et ceci jusqu'à la fin des années 1980, une forme particulière de départ maritime voit le jour, qualifiée de départ semi-officiel. Moyennant le versement d'une somme d'argent aux autorités locales et aux organisateurs, les candidats à l'exil volontaire ne sont pas radicalement empêchés d'embarquer, fréquemment en surnombre, sur des embarcations souvent inadéquates au périple. Une fois en mer, les nefs sont victimes des exactions, non seulement de pirates mais également de garde-côtes, outre les avaries et les naufrages. La quantité des faits et des victimes est telle que les régimes communistes impliqués ne parviennent pas à les minimiser ou dissimuler. Le Haut Commissariat des Nations unies pour les réfugiés estime qu'entre 200 000 et 250 000 personnes ont péri. Ces tragédies deviennent un fait marquant de la fin de la guerre froide.
Les exilés qui parviennent bien à destination de Hong Kong sont dirigés vers des camps dans lesquels ils sont retenus. Les médias de masse de l'époque se font l'écho tant des drames survenus en mer que de l'accueil rudimentaire des réfugiés dans ces camps. Les images de milliers de visages parqués derrière des barbelés ou des barreaux dans des conditions déplorables soulèvent l'indignation en Occident.

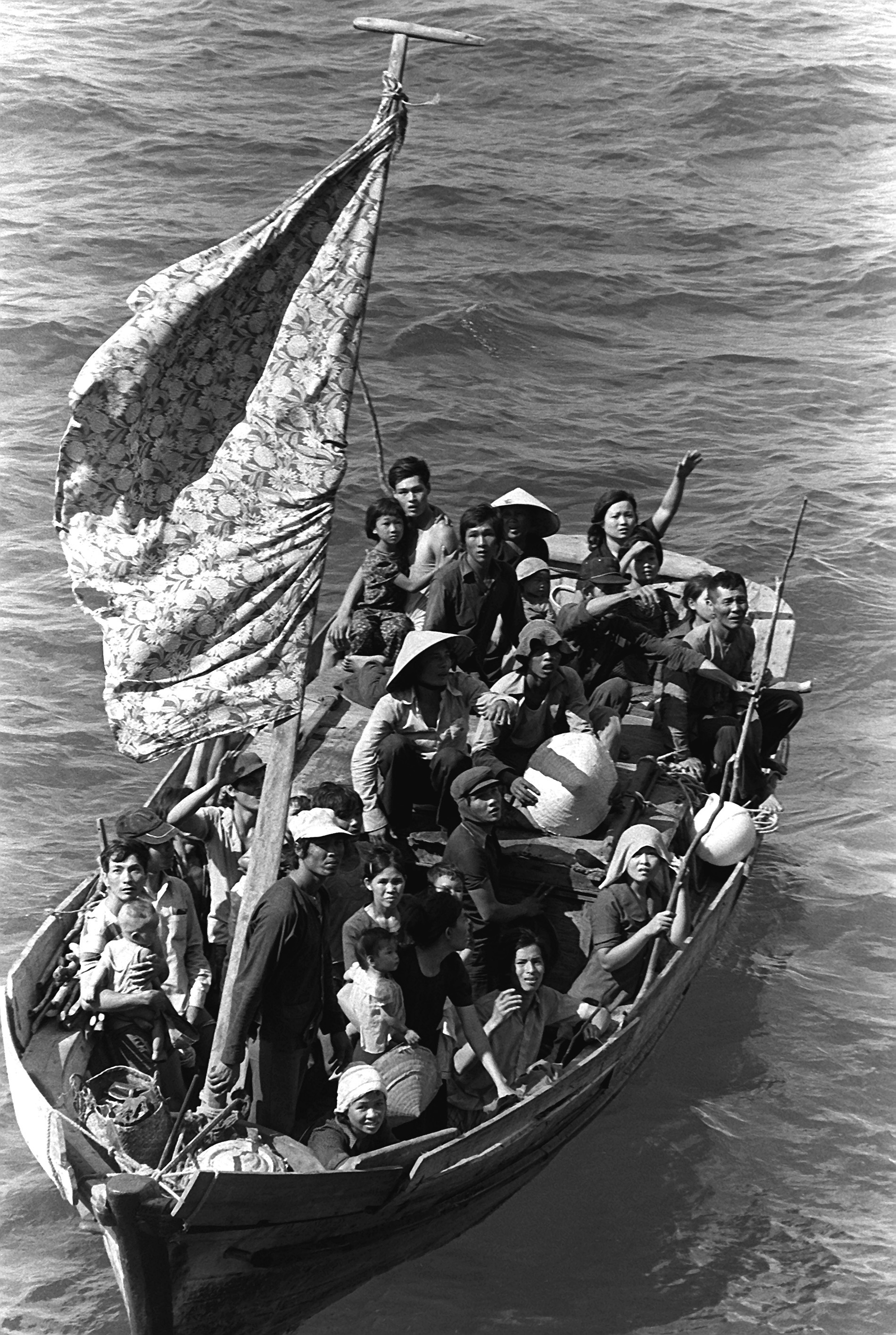
Boat-people vietnamiens en 1984.

Raymond Aron, en allant plaider la cause des boat-people à l'Élysée devant Valéry Giscard d'Estaing en juin 1979, demande aux hommes politiques de résoudre le dramatique problème de l'accueil des réfugiés, repoussés par de nombreux pays (en particulier par Hong Kong, l'Indonésie et l'Australie). Jean-Paul Sartre, déjà âgé, se rallie à cette cause. Avec d'autres intellectuels et des personnalités telles que André Glucksmann, Yves Montand ou Simone Signoret, Bernard Kouchner lance l'opération Un bateau pour le Vietnam et affrète un cargo, L'Île de Lumière. Cette mission humanitaire en mer de Chine, qui donne ensuite naissance à l'association Médecins du monde, est suivie de nombreuses autres. La France accueille donc un quota officiel de réfugiés des camps. C'est la première grande vague d'immigration d'origine asiatique en France.
La dernière mission d'assistance en mer a eu lieu au printemps 1989, à bord du Mary, petit cargo financé par André Gille (un donateur particulier), à bord duquel se relaient des équipes soutenues par l'association française Partage. Le quotidien Libération a consacré plusieurs articles à cette opération sous la signature de Pierre Joffrey entre les 7 et 13 août 1989.
Les vagues de boat-people cessent dans les années 1990, lorsque le Viêt Nam, à l'instar de la Chine, commence à libéraliser le commerce et à mettre en place un socialisme ouvert à l'économie de marché.
À Genève (février 2006) et à Liège (juin 2006), les premières stèles sont érigées à la mémoire des victimes, et pour marquer la reconnaissance des survivants à l'égard des pays d'accueil. Le gouvernement de Hanoï, toujours à parti unique (Parti communiste vietnamien), est parvenu à faire détruire deux autres stèles, l'une en Malaisie, l'autre en Indonésie, par pressions diplomatiques sur ses voisins.

### L'aide humanitaire auxboat peoplede l'ex-Indochine

#### La première campagne d'urgence
L'opération « Un bateau pour le Vietnam » lancée par Bernard Kouchner est considérée comme « la première campagne de promotion des urgences humanitaires ». Kouchner avait été pendant deux ans président de Médecins sans frontières (1975-1977). Xavier Emmanuelli et Claude Malhuret lui ont succédé à la tête de MSF. Comme tout le bureau, ils sont contre ce bateau. Mais Kouchner passe outre.
Ce type d'opérations est marqué par un style (« spectacularisation et sollicitude envers les victimes ») qui est amplement repris par la suite.

#### La mobilisation giscardienne
La campagne de mobilisation nationale suit la découverte des charniers cambodgiens et des camps de fortune thaïlandais. Comme le dit Karine Meslin, « la mobilisation du gouvernement français [présidence Giscard d'Estaing] permet d'abord de réaffirmer l'adhésion française au bloc de l'Ouest et de redéfinir ainsi les alliances et les mésalliances françaises au sein du jeu politique et économique international. » 
Sans compter que cela redore le blason de la France « pays de droits de l'homme », bien terni avec les guerres de décolonisation.
Michel Drucker, Philippe Douste-Blazy ou Charles Millon ont adopté des boat people et les ont encouragés à faire des études. Dans le cas de la famille Chirac, Anh Đào Traxel, accueillie le 23 juillet 1979 à l'aéroport de Roissy, s'est vu payer six mois de cours de français, puis Bernadette Chirac lui a très vite trouvé un emploi « de femme de service dans un foyer pour retraités », ce qu'elle « regrette beaucoup » ensuite, en déclarant avoir été « utilisée » à des fins électorales.
Selon la thèse obtenue en 2013 par Karen Akoka, sociologue, maître de conférence à l’université de Paris Ouest Nanterre et chercheure à l’Institut des sciences sociales du politique, les boat people de l’ex-Indochine seront ensuite dans les années 1980 acheminés en France après avoir été sélectionnés en Thaïlande sur des critères divers : services rendus à la France, présence d’une famille en France, connaissance de la langue française.
Le gouvernement français conditionne les droits qui leur sont spécifiquement ouverts à l’obtention du statut de réfugié mais certains ne demandent pas ce statut pour éviter « une rupture symbolique trop forte avec le pays d’origine » ou pour conserver le droit à « des retours pour de courts séjours à l’occasion d’un décès ou d’un mariage ».
Selon Pascal Brice, directeur de l’Office français de protection des réfugiés et apatrides (Ofpra), lors de l’exil chilien puis des boat-people, il n’y avait pas d’entretien à l’Ofpra. Le statut de réfugié est ainsi délivré de manière automatique, sans même être auditionnés par l’Ofpra, qui les appelle « ex-Indochinois », et au cours de cette période, environ 97 à 99 % l'obtiennent, avec par ailleurs des hébergements, assistances sociales et aides financières mis en place pour eux. Le but est de « décrédibiliser les nouveaux régimes de la péninsule qui ont le double tort d’être communistes et anciens vainqueurs de la guerre de décolonisation » mais aussi de bénéficier de leur jeunesse et de la bonne « réputation de travailleurs dociles et non syndiqués » alors que les Africains sont « considérés, eux, comme trop politisés à l’heure où se multiplient les grèves, dans le secteur automobile »
Selon la thèse soutenue en 2013 par Karen Akoka, « dans le contexte de la guerre froide et de demandeurs fuyant majoritairement des pays communistes, donner le statut était un moyen de décrédibiliser le communisme et donc une arme de politique étrangère ».

#### Le régime d'exception de ces réfugiés en France
Les quotas
En principe, selon la convention de Genève, le statut juridique de réfugié est délivré au cas par cas. Mais dès 1975, le gouvernement français a fixé des quotas réservés aux ressortissants de l'Asie du Sud-Est, escortés jusqu'en France par la Croix-Rouge, puis appelés à déposer une demande de reconnaissance individuelle auprès de l'Ofpra, sans grand suspense car la délivrance du statut de réfugié est quasiment systématique : personne n'a à apporter les preuves de persécution et le bien-fondé de leurs demandes n’est pas mis en doute — ou ne l'est que tardivement.
Conditions d'obtention de la carte de travail
En règle générale, les demandeurs d’asile ne reçoivent de carte de travail qu'après avoir été accordé le statut de réfugié politique. Pour les réfugiés du Sud-Est de l'Asie, non seulement le droit au travail est immédiat, mais le contrat de travail nécessaire pour obtenir une carte de travail non provisoire est réduit de un an à trois mois et inclut même les contrats à temps partiel.
Autres mesures
Des cellules ANPE sont réservées aux réfugiés de l'Asie du Sud-Est. Et les employeurs bénéficient de mesures incitatives, notamment financières, pour favoriser leur embauche.

### Hommages
En 1984, le groupe de rock français Gold sort l'album Le Train de mes souvenirs dans lequel figure la chanson Plus près des étoiles, qui rend hommage aux boat-people vietnamiens. C'est le plus grand succès du groupe avec Capitaine abandonné en 1985[réf. souhaitée].
Voici un extrait des paroles de la chanson :
Ils ont quitté leurs terres, 

Leurs champs de fleurs 

Et leurs livres sacrés ; 

Traversé les rizières 

Jusqu'au grand fleuve salé...

## Accueil en France
Quand Bernard Kouchner se mobilise en 1978, en collaboration avec le monde associatif, des comités d'accueil voient le jour un peu partout en France. De 1975 à 1991, la France a accueilli plus de 120 000 personnes venues du Cambodge, du Laos et du Vietnam, au titre officiel de « réfugiés », selon des experts, dont 47 356 Cambodgiens, selon la professeure Karine Meslin, et beaucoup de Vietnamiens sont entrés sans le statut de réfugié. Certaines fuyaient les régimes communistes, d'autres parfois juste la misère. Le 9 novembre 1978 voit la création par Bernard Kouchner d’un vaste comité de soutien aux réfugiés politiques du Vietnam, qui meurent chaque jour en mer de Chine, au lendemain d'un reportage au journal télévisé de 20 heures sur TF1, sur le Haï-Hong, emblématique rafiot chargé de 2 564 réfugiés faméliques et loqueteux. On découvre alors l'afflux des réfugiés fin 1978 en Malaisie, qui en accueillera 60 000 pour la seule année, dont 40 000 sur le seul îlot de Poulo Bidong, selon Libération du 16 juin 1979, qui observera qu'elle est avec la Thaïlande l'une des deux principales terres de refuge pour les boat people.
Un article de Frédéric Lewino et Gwendoline Dos Santos dans le magazine Le Point de ce même 10 novembre 1978 dénonce le « trafic de chair humaine » orchestré par le Vietnam avec ses propres citoyens candidats à l’exil, un éditorial de Robert Hersant dans Le Figaro condamne l'initiative de Bernard Kouchner, par ailleurs présentée avec sarcasme comme « un bateau pour Saint-Germain-des-Prés » mais le maire de Paris, Jacques Chirac, soutiendra ensuite l'appel et recueillera lui-même une petite Vietnamienne qu'il élèvera comme sa fille. Le Parti socialiste appelle à l'accueil de 20 000 réfugiés, le RPR fait de même. Kouchner avait en effet pris soin de rassembler artistes et intellectuels de tout bords, en confiant à Claudie Broyelle, ex-maoïste repentie, auteure de plusieurs livres sur la Chine des années 1970, la présidence du comité et c'est elle qui se charge de les rallier. Parmi eux, lors d'une réunion chez le dissident soviétique Maximov, Bernard-Henri Lévy proposa d'attaquer l'ambassade du Viêt-Nam à Paris, mais l'idée de Bernard Kouchner de repêcher les réfugiés à l'aide d'un bateau l'a emporté. En mai 68, à l'époque de la guerre américano-vietnamienne, les étudiants de l'Association médicale franco-vietnamienne et du Comité Viêt-Nam national avaient déjà proposé l'envoi d'un bateau avec pour slogan « de la quinine et une trousse de secours dans chaque village ». Michel Cordier, armateur de la Compagnie des chargeurs calédoniens, mobilise un des navires de sa flotte.
Le journal de 20 heures du 14 novembre 1978 observe, quatre jours après la création du comité par Kouchner, que « la pression internationale a permis de débloquer une aide humanitaire de base : leur distribuer de l’eau et des vivres ». Le 22 novembre 1978 y est diffusée une interview de Bernard Kouchner, qui explique le but du comité qu'il a fondé le 10 novembre, complété par une autre, de la principale figure du comité, l'acteur Yves Montand, suivi d’autres intellectuels, dont les deux principaux sont Jean-Paul Sartre et Raymond Aron. La veille est paru dans Le Monde leur appel signé par des dizaines d'artistes et intellectuels français, en faveur d' « Un bateau pour le Vietnam »,. Le 27 novembre, la télévision française diffuse un reportage sur les réfugiés viêtnamiens en Malaisie, sur une plage, qui racontent leur exode et leur condition de vie dans les bateaux puis sur l'arrivée en France des réfugiés à l’aéroport de Roissy devant une nuée des journalistes et leur installation dans leur cité d’accueil, mais aussi sur le transbordement des réfugiés du Haï-Hong dans deux vedettes. Le Cap Anamur, bateau ouest-allemand, sera à son tour armé pour le secours des boat people en mer de Chine par le journaliste Rupert Neudeck.
Au cours de la conférence internationale de Genève de juillet 1979, qui fait la Une de Libération du 20 juillet, il est décidé que tout exilé du Cambodge, du Laos ou du Vietnam était de facto considéré comme un réfugié, mais aussi de répartir dans les « pays riches » une partie de ces réfugiés venus de la Thaïlande ou secourus en mer de Chine. Parmi eux aussi, beaucoup de khmers cambodgiens, réfugiés dans un premier temps au Vietnam mais ne pouvant s'y installer.
Quelques mois avant son décès et déjà aveugle, Jean-Paul Sartre serre la main le 20 juin 1979 de Raymond Aron devant les télévisions du monde entier réunies à l'hôtel Lutetia, puis le 26 juin devant l’Élysée, avec cette fois la présence d'André Glucksmann. Ce dernier avait déjà été reçu avec Bernard-Henri Lévy le 7 septembre 1978 à l'Élysée, pour un dialogue « dans la perspective de l'an 2000 », l'Élysée annonçant le lendemain renoncer à la mesure d'expulsion de Daniel Cohn-Bendit, comme réclamé la veille par André Glucksmann. 
Ce nouveau cliché médiatique, « en fait, apparaît en trompe l’œil » et signifie « publiquement le déclin des intellectuels, déjà submergé par les sonorités et les images de la culture de masse », selon l'historien Jean-François Sirinelli. Giscard d'Estaing décide d'augmenter le nombre de visa mais la Marine nationale n'est pas mobilisée , un communiqué niveau militaire d'août 1979 mentionnant même qu'elle évite la zone, à la suite des « réticences du gouvernement » à soutenir l’action du comité de Kouchner, alors qu'en octobre 1954 elle avait porté secours aux premiers boat people, les chrétiens du Tonkin fuyant après la fin de guerre d'Indochine et que depuis le début des années 1970, elle avait mené des dizaines d’opérations de secours d’urgence. Et dès le 15 septembre 1979, Libération s'inquiète en première page que la mobilisation des médias en faveur des boat people décline, « L'île lumière » ayant terminé sa campagne humanitaire de 5 mois.

## Dettes
Plusieurs décennies après, d'anciens boat people ont voulu « rembourser leur dette », c'est-à-dire l'argent qui leur avait à l'époque été prêté pour financer leur voyage depuis le Vietnam, ou depuis des camps de réfugiés en Thaïlande, en Malaisie, aux Philippines, par le Comité intergouvernemental pour les migrations européennes (Cime), via plusieurs parmi lesquelles le Secours catholique.

## Autres utilisations du terme

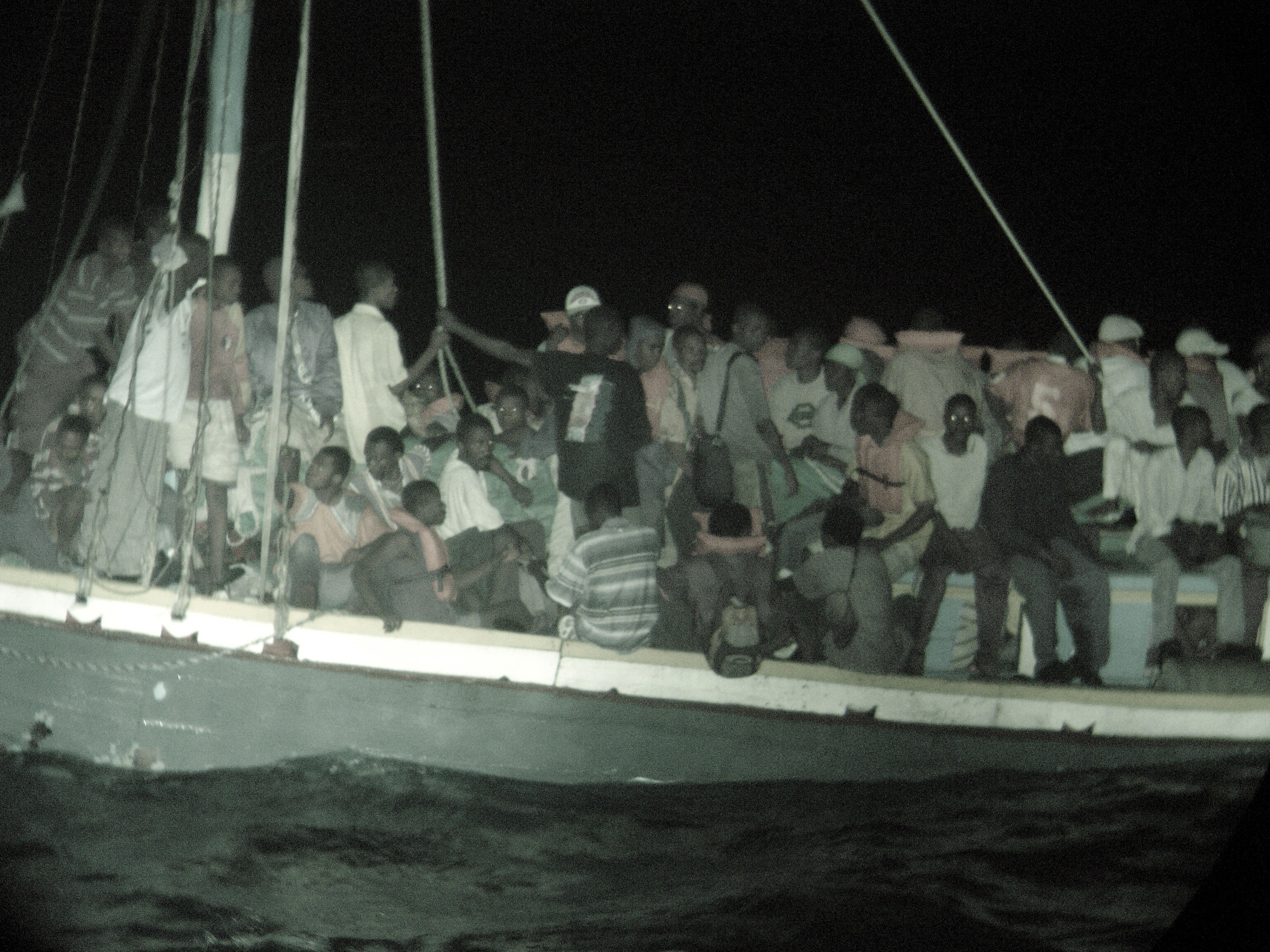
132 boat-people haïtiens entassés sur une petite embarcation et interceptés par un navire américain.

Par extension ce terme de boat-people est utilisé dans d'autres circonstances : ainsi notamment à Cuba, l'exode de Mariel en 1980, puis de nouveau en 1994, ou bien en Italie lors du naufrage à Lampedusa en 2013.
En avril 2008, l'historien Alain Le Doaré nomme l'exposition dont il est le commissaire : Voyages au bout de la mer - Boat people, hier, aujourd'hui. L'exposition relate l'histoire des centaines de milliers de Vietnamiens qui ont tenté de quitter leur pays par la mer à partir de 1975. Photos, films, sons, écrits, racontent cette histoire via les témoignages des réfugiés, des marins, des journalistes, des médecins. L'exposition a été reprise aux Champs Libres à Rennes en 2009, sous le titre Boat-people, bateaux de l'exil,.